# Yamaha RD 125
Die RD 125 war ein Motorrad des japanischen Motorradherstellers Yamaha.

## Yamaha RD 125 (1973–1978)
1973 führte der Hersteller die Bezeichnung RD (englisch für „Race Developed“) für seine Maschinen ein. Die RD 125 entsprach weitgehend der Yamaha AS3/AS2. Von den Vorgängern unterschied sich die RD durch einen Tropfentank, um das Motorrad dem Zeitgeschmack entsprechend schlanker zu machen. Der Radstand wuchs von 1200 mm auf 1240 mm. Der Luftfilter wurde unter den Seitendeckel und der Öleinfüllstutzen für die Getrenntschmierung unter die Sitzbank verlegt. Die RD hatte einen unten offenen Einrohrrahmen aus Stahl (Diamond-Frame) mit Stereofederbeinen hinten und einer Teleskopgabel vorn. Der luftgekühlte gegenläufige Zweitakt-Paralleltwin mit 125 cm³ Hubraum war quadratisch ausgelegt, das heißt, Hub und Bohrung waren mit 43 mm gleich. Das Motorgehäuse war horizontal geteilt. Die Yamaha RD 125 hatte eine Membransteuerung wie die AS3 sowie Doppelvergaser von Mikuni. Gegenüber der AS3 war die Leistung leicht auf nun 12 kW (17 PS) bei 9500/min gesteigert. Mit 100 kW (136 PS) war die Literleistung der kleinen Maschine hoch. Auch war die RD 125 um 7 kg schwerer als die AS3. Sie beschleunigte von 0 auf 100 km/h in 13,5 Sekunden. Angelassen wurde das Motorrad mit einem Kickstarter. Vorn hatte die RD 125 Duplex- hinten Simplex-Trommelbremsen. Mit dem Modelljahr 1976 wurde vorn auf Einscheibenbremse umgestellt.

## RD 125 DX (1976–1984)
Wesentliche Änderung war die Einführung einer Scheibenbremse für die komplette Modellreihe. Die Modelle variierten in Ausstattungsdetails wie etwa der Lackierung. 1982 wurden mit der DX 125/1E7 die Drahtspeichenrädern nach dem Geschmack der Zeit durch Gussräder ersetzt.

## RD 125 LC (1982–1987)
1982 wurde die RD 125 neu aufgelegt. Das neue Modell hatte einen flüssigkeitsgekühlten Einzylinder-Zweitaktmotor. Die Flüssigkeitskühlung war damals in dieser Klasse noch sehr wenig verbreitet. Der Hubraum war minimal kleiner als bei der Vorgängerin und der Motor leistete 12 kW (17 PS) bei 9000−1, in der offenen Version 15 kW (21 PS). Die RD 125 LC war besonders beliebt in Ländern, die eine 125-cm³-Hubraumbegrenzung für Motorradanfänger kannten, wie die Schweiz oder England. Sie sah moderner und sportlicher aus als andere 125er-Maschinen ihrer Zeit, und in der ungedrosselten Version war sie der Konkurrenz auch leistungsmäßig voraus – nur wenige andere 125er konnten mit ihr mithalten, etwa die Kawasaki AR 125 oder die Suzuki RG 125 Gamma (wobei letztere erst einige Jahre später erschien). Die RD 125 LC /10W wurde bis 1987 produziert.

## RD 125 LC YPVS (1985–1990)
In einigen Ländern wurde von 1985 bis 1990 noch eine Variante mit der YPVS-Auslasssteuerung verkauft. Die RD 125 LC YPVS (Modell 1GU) hatte gegenüber der normalen RD 125 LC (10W) mehr Durchzugskraft bei tieferen Drehzahlen und eine geringfügig höhere Maximalleistung – je nach Land bis zu 16,9 kW (23 PS). Daneben waren auch noch andere Dinge wie etwa das Cockpit modifiziert worden, und die RD hatte ein kleineres Vorderrad erhalten (16 statt 18 Zoll). In Ländern, in denen die YPVS-Variante nicht verkauft wurde (wie etwa England aufgrund der 12-PS-Beschränkung für Fahranfänger) wurden diese Änderungen der normalen RD 125 LC auch zuteil.